# شيلا وينفيلد
شيلا وينفيلد (بالإنجليزية: Sheila Wingfield)‏ (23 مايو 1906، هامبشير في المملكة المتحدة - 8 يناير 1992، مقاطعة دبلن في جمهورية أيرلندا)؛ كاتِبة وشاعرة بريطانية.